# Sistemas de navegação inercial

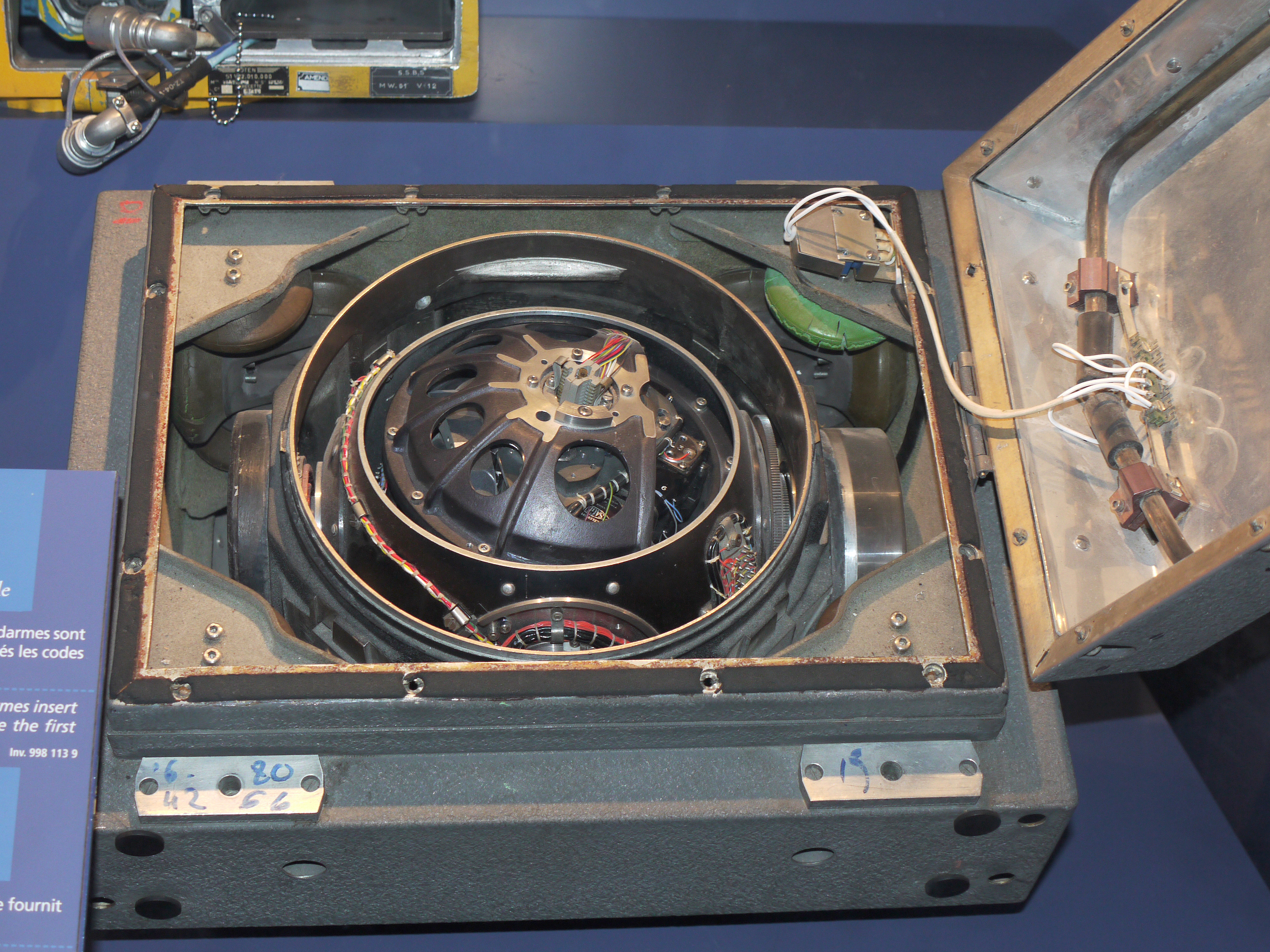
Unidade de medida inercial do Míssil S3, Museu do Ar e do Espaço Paris, Le Bourget, França.

O sistema de navegação inercial (do inglês: Inertial Navigation System, INS), também conhecido como plataforma inercial, é capaz de localizar o norte geográfico pela rotação da Terra a partir de giroscópios e acelerômetros. Permite-se então obter um plano de referência estabilizado, já que determina os movimentos nos 3 eixos de uma plataforma lançadora de um projétil.
Através desse sistema é facilitado o cálculo das coordenadas de lançamento, desde estes são levados a cabo de acordo com uma plataforma estacionária e seu resultado é corrigido em função do movimento da plataforma nos 3 eixos.
Em um navio, tanque, míssil ou avião, os movimentos produzidos pelas oscilações em resposta às irregularidades do terreno, ou às mudanças de inclinação, como é o caso; eles complicam o cálculo de predição da posição futura do objetivo e do próprio navio. Isto é simplificado notavelmente ao trabalhar em uma plataforma estabilizada.
O sistema utiliza-se de giroscópios, acelerômetros, plataforma de inércia e computador para medir acelerações espaciais conhecidas e determinar a posição em relação ao ponto de partida em latitude e longitude. É utilizado também nas estimativas das direções na perfuração de um poço de petróleo.
Esta tecnologia cede lugar a sistemas mais precisos e compactos como o sistema de navegação por satélite (GPS).

## História
O sistema foi desenvolvido na década de 1950 para determinar a posição de um veículo de forma autônoma - sem enviar ou receber sinais - segundo as Leis de Newton. [carece de fontes?]